# Särkijärvi (sjö i Libelits, Norra Karelen)
Särkijärvi är en sjö i kommunen Libelits i landskapet Norra Karelen i Finland. Sjön ligger 79,6 meter över havet. Arean är 53 hektar och strandlinjen är 3,51 kilometer lång. Sjön  ingår i Vuoksens huvudavrinningsområde.   Den ligger omkring 24 kilometer väster om Joensuu och omkring 360 kilometer nordöst om Helsingfors. 